# Балка Шляхова
Балка Шляхова — балка (річка) в Україні у Кропивницькому районі Кіровоградської області. Ліва притока річки Громоклії (басейн Південного Бугу).

## Опис
Довжина балки приблизно 7,15 км, найкоротша відстань між витоком і гирлом — 6,71 км, коефіцієнт звивистості річки — 1,07. Формується декількома струмками та загатами.

## Розташування
Бере початок у селі Тарасівка. Тече переважно на південний схід і на північно-західній околиці села Кетрисанівки впадає в річку Громоклію, праву прнитоку річки Інгулу.

## Цікаві факти
- На лівому березі річки на східній стороні на відстані приблизно 2,75 км пролягає автошлях Н14[3] (автомобільний шлях національного значення України. Проходить територією Кіровоградської та Миколаївської областей.).
- У XX столітті на балці існували свино-тваринна ферма (СТФ), газгольдер та декілька газових свердловин[2].